# 1. česká futsalová liga 1995/1996
V soubojích 4. ročníku 1. české futsalové ligy 1995/96 se utkalo 16 týmů dvoukolovým systémem podzim - jaro. Nováčky soutěže se staly týmy Pragoclima Ostrava (vítěz 2. ligy), Adamíček Český Krumlov (2. místo ve 2. lize) a CF Damned Praha (3. místo ve 2. lize). Sestupujícími se staly týmy FC Arsenal Benešov, Adamíček Český Krumlov a FC Repas Praha. Vítězem soutěže se stal tým FC Defect Praha.

## Kluby podle krajů
- Praha (3): CF Damned Praha, FC Defect Praha, FC Repas Praha
- Středočeský (1): FC Arsenal Benešov
- Jihočeský (2): Adamíček Český Krumlov, TK Rumpál Prachatice
- Ústecký (1): Combix Ústí nad Labem
- Královéhradecký (1): Plumbum Hradec Králové
- Pardubický (2): SKMF Dekora Hlinsko, 1. FC Nejzbach Vysoké Mýto
- Vysočina (1): EMKO Havlíčkův Brod
- Zlínský (1): Ajax Novesta Zlín
- Moravskoslezský (4): Slovan Havířov, SK Cigi Caga Jistebník, IFT Computers Ostrava, Pragoclima Ostrava

## Konečná tabulka
Zdroj: 
| Poř. | Tým                        | Z  | V  | R | P  | VG  | OG  | B  |
| ---- | -------------------------- | -- | -- | - | -- | --- | --- | -- |
| 1.   | FC Defect Praha            | 30 | 21 | 4 | 5  | 158 | 105 | 67 |
| 2.   | SK Cigi Caga Jistebník     | 30 | 21 | 2 | 7  | 133 | 91  | 65 |
| 3.   | IFT Computers Ostrava      | 30 | 20 | 5 | 5  | 175 | 101 | 65 |
| 4.   | 1. FC Nejzbach Vysoké Mýto | 30 | 20 | 4 | 6  | 172 | 121 | 64 |
| 5.   | Ajax Novesta Zlín          | 30 | 18 | 4 | 8  | 151 | 86  | 58 |
| 6.   | Pragoclima Ostrava         | 30 | 17 | 3 | 10 | 121 | 106 | 54 |
| 7.   | SKMF Dekora Hlinsko        | 30 | 15 | 3 | 12 | 178 | 138 | 48 |
| 8.   | Plumbum Hradec Králové     | 30 | 14 | 6 | 10 | 119 | 78  | 48 |
| 9.   | Combix Ústí nad Labem      | 30 | 12 | 4 | 14 | 126 | 133 | 40 |
| 10.  | CF Damned Praha            | 30 | 11 | 2 | 17 | 93  | 125 | 35 |
| 11.  | EMKO Havlíčkův Brod        | 30 | 11 | 2 | 17 | 133 | 155 | 35 |
| 12.  | Slovan Havířov             | 30 | 9  | 4 | 17 | 77  | 108 | 31 |
| 13.  | TK Rumpál Prachatice       | 30 | 9  | 2 | 19 | 100 | 156 | 29 |
| 14.  | FC Arsenal Benešov         | 30 | 7  | 4 | 19 | 114 | 172 | 25 |
| 15.  | Adamíček Český Krumlov     | 30 | 5  | 3 | 22 | 88  | 171 | 18 |
| 16.  | FC Repas Praha             | 30 | 3  | 2 | 25 | 111 | 203 | 11 |

Poznámky
- Z = Odehrané zápasy; V = Vítězství; R = Remízy; P = Prohry; VG = Vstřelené góly; OG = Obdržené góly; B = Body

|  | Vítěz ligy                          |
|  | Sestup do příslušné skupiny 2. ligy |

## Vítěz
| 1. celostátní liga 1995/96 FC Defect Praha (1. titul) |